# Reinventar a roda
Reinventar a roda é uma frase que significa que uma técnica ou solução aceita na generalidade é ignorada a favor de uma solução ou técnica inventada localmente apenas para um propósito específico. Reinventar a roda é duplicar um método básico que já foi há muito aceito e considerado comum.
A inspiração para esta metáfora idiomática reside no fato de a roda ser o arquétipo da engenhosidade humana, tanto em virtude do poder e da flexibilidade que proporciona aos indivíduos que a usam, como pela influência que teve ao longo de toda a História e que continua a ter em quase toda (se não mesmo toda) a tecnologia moderna. Não se considerando ter falhas operacionais, uma tentativa de a reinventar não faria qualquer sentido e não traria qualquer valor acrescentado ao objecto, antes acarretando uma perda de tempo ao desviar recursos de investigação de outros tópicos possivelmente mais merecedores.
Ao mesmo tempo, no entanto, reinventar a roda constitui uma ferramenta importante no ensino de ideias complexas. Em vez de, simplesmente, fornecer aos estudantes uma lista de factos e técnicas conhecidas, esperando que aqueles incorporem tais ideias perfeita e rápidamente, o instrutor/professor deverá "construir" o conhecimento de raiz, estimulando o aluno no sentido de trabalhar cada um dos passos elementares que incorporam as características de raciocício do campo em questão.
O duplo significado desta frase poderá emprestar-lhe um certo tom irónico mesmo quando não usada com esse sentido, especialmente quando a pessoa a usa de forma reflexa, possivelmente para indicar que a sua actividade poderá ser entendida como uma mera reinvenção da roda, mas que possui, na verdade, valor adicional.
"Reinventar a Roda" é também um livro da autoria de Jessica Helfand (ISBN 1-56898-338-7), bem como um webcomic de Robert Bennett. Enquanto frase, é usada frequentemente por jornalistas, revistas e escritores. Por todo o mundo há inúmeros livros e artigos cujos títulos contêm "Reinventar a roda".

## Frases relacionadas
Reinventar a roda quadrada é uma variação usada em casos cujos resultados são ainda menos favoráveis.  